# Стари жабарски мост
Стари жабарски мост је некадашњи мост на реци Великој Морави код Велике Плане који је срушен 2008. године.

## Историјски развој
Два насеља изграђена на древним путевима Великог Поморавља, Велика Плана на левом – цариградском друму и Жабари на десном – античком „Via militaris“ (Војни пут), кроз дуги временски период била су повезана орашачко-ливадичком скелом, која је саобраћала између истоимених села. Након што је 1884. године изграђена железница која је повезивала Београд и Ниш, појавила се идеја о повезивању са источном Србијом ради транспорта стоке и сировина из ових тада пасивних крајева. Пут Петровац – Жабари – Велика Плана изграђен је наредне године, и поменута скела није могла да задовољи повећане потребе у трговини и саобраћају, па се приступило градњи дрвеног моста који би постао трајна и сигурна веза између две обале. Што се тиче саме градње моста, не можемо са сигурношћу рећи када је Жабарски мост саграђен, али у монографији професора Дарка Ивановића налазимо податак о четворогодишњој градњи овог моста између 1906. и 1910. године. 
Катастрофална ледена поплава фебруара 1914. године захватила је Велико Поморавље. Лед који се услед отопљавања покренуо урушио је 12 метара моста, санација је брзо извршена, али догађаји који су уследили потпуно су уништили овај прелаз. Убрзо је почео Први светски рат и након окупирања, наша земља је подељена на две окупационе зоне. На источној страни Велике Мораве налазили су се Бугари, а са друге Аустроугари и Немци. На крајевима моста налазиле су се страже у својим кућицама. Стражари су редовно скидали делове моста, па чак и потпорне стубове користећи их за огрев. У томе су посебно предњачили Бугари на десној страни моста. Тако је овај мост дочекао ослобођење у руинираном стању. 
Године 1922. извршена је реконструкција овог моста. Након завршеног рата Краљевина СХС је као ратну одштету добила металну конструкцију која је постављена на стубове моста, а коловоз је био сачињен летвама од храстовог дрвета. Током Другог светског рата мост је био поприште сукоба. Окупацијом Србије почео је оружани отпор народа против Немаца који се огледао у саботажи и диверзијама. Октобра 1941. године неуспешно је изведена диверзија на Жабарском мосту под вођством учитеља Славка Поповића из Брзохода. Од седам изграђених мостова на Великој Морави до 1941. рушење су избегли само железнички мост код Ћуприје и овај мост. У октобру 1944. године посебно оформљени одред 93. стрељачке дивизије Црвене армије у драматичној акцији у којој је живот изгубила четворица њихових војника, освојио је овај мост и на левој обали формиран је мостобран. Ваља споменути да је овим мостом прошла огромна војска састављена од разних родова: пешадијске јединице, механизованог корпуса, моторизоване стрељачке бригаде, артиљеријске дивизије, три артиљеријске бригаде, 16 пукова тешке артиљерије, јединице гардијских минобацача и око 80 борачких и позадинских јединица. Пребацивање се одвијало веома тешко. Била је ноћ, а фарови из безбедностних разлога се нису смели користити. Поред тога мост је само 30 цм био шири од тенкова. Услед свих неповољних околности до зоре 12. октобра прешле су на леву обалу све јединице. Овим је немачка одбрана источне Србије дефинитивно пропала, непосредно након тога је следио напад на Београд.

## Техничке карактеристике
Дужина моста је износила 270 метара, а ширина 2,94. Мала ширина коловоза није дозвољавала двосмерни саобраћај. У већ постојећим кућицама налазили су се чувари моста који су наизменично пропуштали возила. Услед смањеног саобраћаја, остављен је само један чувар да би касније и он био укинут.
Жабарски мост је по конструкцији и изради био сигурно један од најлошијих на реци Морави, тако да се убрзо јавила потреба за прављењем новог и модернијег. Нови жабарски мост је након подуже градње пуштен у саобраћај на годишњицу Дана ослобођења Велике Плане 10. октобра 1985. године и удаљен је непуних 100 метара од старог. 
Стари мост је 2008. под досад неразјашњеним околностима уклоњен и највероватније претворен у секундарну сировину.
- Некадашњи изглед
- Садашње стање